# Se Todos Fossem Igual a Você
Se Todos Fossem Igual a Você é uma canção escrita por Vinicius de Moraes, Antonio Carlos Jobim e adaptada por David Trueba. Esta versão foi tocando por Rosa León e Miguel Bosé e foi lançada no álbum do Rosa León Ay Amor! em 1992. Miguel Bosé mais tarde inclui-rio esta faixa na edição especial do seu álbum Papito.